# كاتارينا ستيودنيكوفا
كاتارينا ستيودنيكوفا مواليد 2 سبتمبر 1972 في براتيسلافا، هي لاعبة كرة مضرب سلوفاكية بدأت مسيرتها كمحترفة سنة 1992 تلعب باليد اليمنى. أعلى تصنيف لها في الفردي كان المركز الـ 31 في سنة 1996. فازت على مونيكا سيليش في بطولة ويمبلدون سنة 1996.

## روابط خارجية
- كاتارينا ستيودنيكوفا على موقع رابطة محترفات التنس (الإنجليزية)
- كاتارينا ستيودنيكوفا على موقع الاتحاد الدولي لكرة المضرب (الإنجليزية)
- كاتارينا ستيودنيكوفا على موقع كأس بيلي جين كينغ (الإنجليزية)
- كاتارينا ستيودنيكوفا على موقع خلاصة التنس.كوم (الإنجليزية)
- كاتارينا ستيودنيكوفا على موقع أوليمبيديا (الإنجليزية)